# Malaita-szigeti törpejégmadár
A malaita-szigeti törpejégmadár (Ceyx malaitae) a madarak osztályának szalakótaalakúak (Coraciiformes) rendjébe és a jégmadárfélék (Alcedinidae) családjába tartozó faj.

## Rendszerezése
A fajt Ernst Mayr amerikai ornitológus írta le 1935-ben, a Ceyx lepidus alfajaként Ceyx lepidus malaitae néven. Egyes szervezeteknél jelenleg is itt szerepel.
Korábban ez a fajt is a melanéz törpejégmadár (Ceyx lepidus) 15 alfajának egyikeként sorolták be. 
Egy 2013-ban lezajlott molekuláris biológiai vizsgálatsorozat során kiderült, hogy a különböző szigeteken élő alfajok nagy mértékben különböznek egymástól genetikailag, így különálló fajokká minősítésük indokolt.

## Előfordulása
A Salamon-szigetekhez tartozó Malaita szigetén honos.

## Természetvédelmi helyzete
Az elterjedési területe kicsi. A Természetvédelmi Világszövetség Vörös listáján nem szerepel.